# Moulès-et-Baucels
Moulès-et-Baucels är en kommun i departementet Hérault i regionen Occitanien i södra Frankrike. Kommunen ligger i kantonen Ganges som tillhör arrondissementet Lodève. År 2022 hade Moulès-et-Baucels 855 invånare.

## Befolkningsutveckling
Antalet invånare i kommunen Moulès-et-Baucels
Referens:INSEE